# Eric Hulme
Eric Martin Hulme (sinh ngày 14 tháng 1 năm 1949) là một cựu cầu thủ bóng đá người Anh có 28 lần ra sân ở Football League thi đấu cho Nottingham Forest và Lincoln City ở vị trí thủ môn.
Hulme gia nhập Nottingham Forest từ câu lạc bộ non-league Spennymoor United vào tháng 3 năm 1970. Ông ra mắt Forest 18 tháng sau, sau chấn thương của thủ môn chính Jim Barron trong trận đấu League Cup trước Chelsea, và có nhiều pha cản phá tốt trước khi Chelsea ghi bàn sau 63 phút. Ông thi đấu thêm 5 trận cho đội một trước khi gia nhập Lincoln City của Fourth Division, theo dạng cho mượn cuối năm 1972. Ông ở lại Lincoln hai mùa giải, bao gồm một lần cho mượn đến bóng đá non-league với Gainsborough Trinity, và sau đó gia nhập Worksop Town.
Sau đó ông trở thành một đầu bếp.